# Joaquín Varela
Héctor Joaquín Varela (San Fernando del Valle de Catamarca, 25 marzo 1997) è un calciatore argentino, difensore del Patronato.

## Caratteristiche tecniche
È un difensore centrale.

## Carriera
Cresciuto nelle giovanili del Newell's Old Boys, ha esordito in prima squadra il 10 dicembre 2017 in occasione del match perso 1-0 contro il Rosario Central.
Il 3 agosto 2018 viene acquistato dal Godoy Cruz a titolo definitivo.

## Statistiche

### Presenze e reti nei club
Statistiche aggiornate al 12 marzo 2018.
| Stagione        | Squadra           | Campionato      | Campionato | Campionato | Coppe nazionali | Coppe nazionali | Coppe nazionali | Coppe continentali | Coppe continentali | Coppe continentali | Altre coppe | Altre coppe | Altre coppe | Totale | Totale | Totale |
| Stagione        | Squadra           | Comp            | Pres       | Reti       | Comp            | Pres            | Reti            | Comp               | Pres               | Reti               | Comp        | Pres        | Reti        | Pres   | Reti   |        |
| --------------- | ----------------- | --------------- | ---------- | ---------- | --------------- | --------------- | --------------- | ------------------ | ------------------ | ------------------ | ----------- | ----------- | ----------- | ------ | ------ | ------ |
| 2017-2018       | Newell's Old Boys | PD              | 10         | 2          | CA              | 0               | 0               | CS                 | 1                  | 0                  |             | -           | -           | 11     | 2      |        |
| 2018-2019       | Godoy Cruz        | PD              | 1          | 0          | CA              | 0               | 0               |                    | -                  | -                  |             | -           | -           | 1      | 0      |        |
| Totale carriera | Totale carriera   | Totale carriera | 11         | 2          |                 | 0               | 0               |                    | 1                  | 0                  |             | -           | -           | 12     | 2      |        |